# Vänern
Vänern je največje jezero na Švedskem, ki leži na jugozahodnem delu države in predstavlja del ozemelj švedskih regij Västergötland, Dalsland in Värmland. Je tudi tretje največje jezero v Evropi (za Ladoškim in Oneškim jezerom v Rusiji) in 33. največje na svetu.
Ima številne pritoke, med katerimi je najpomembnejša reka Klarälven, ki prispeva več kot tretjino dotoka vode. Celotno porečje obsega več kot desetino ozemlja Švedske in sega tudi na Norveško, kjer izvira Klarälven. Režim je izrazito snežni, z viškom spomladi. Samo jezero sestavljata dve povezani kotanji s plitvejšo ožino med njima in skoraj 10.000 večjimi ter manjšimi otoki. Že v 1930. letih je bilo regulirano za pridobivanje električne energije, zajezeni pa so tudi številni pritoki. Odtok je Göta älv, ki se pri Göteborgu izliva v Kattegat in je reka z največjim povprečnim pretokom na Švedskem.

## Zgodovina
Jugovzhodni del jezera Vänern je  , ki je očitno nastala zaradi erozije paleozojskih sedimentnih kamnin med kvartarno poledenitvijo. Takšna erozija bi ponovno razkrila dele subkambrijskega peneplena. Ker se subkambrijski peneplen na tem območju rahlo nagiba proti severu in zahodu, je jugovzhodni del jezera precej plitev. Zahodna obala jezera večinoma sledi prelomni strmini, povezani s prelomom Vänern-Göta.
Jezero je svojo sedanjo obliko doseglo po kvartarni poledenitvi pred približno 10.000 leti; ko se je led stopil, je bila celotna širina Švedske prekrita z vodo, kar je ustvarilo ožino med Kattegatom in Botniškim zalivom. Ko je postglacialni odboj presegel sočasni dvig morske gladine, je jezero Vänern postalo del pra-jezera Ancylus, ki je zavzemalo širše območje današnjega Baltika, še pred tem pa je bilo na zahodu povezano s Severnim morjem. Vänern je bil z Ancylusom povezan z ožino pri Degerforsu v Värmlandu. Jezera, kot sta Vänern in Vättern, so bila zaradi nadaljnjega dvigovanja ločena od Baltika. Zaradi te nekdanje povezave z morjem tukaj živijo vrste, ki jih običajno ne najdemo v sladkovodnih jezerih, kot je amfipod Monoporeia affinis. 6. maja 2009 so na dnu jezera našli vikinško ladjo.
Zgodba, ki jo je islandski mitograf Snorri Sturluson iz 13. stoletja pripovedoval v svoji Prozni Eddi o izvoru Mälarena, je bila verjetno prvotno o Vänernu: švedski kralj Gylfi je ženski Gefjon obljubil toliko zemlje, kolikor jo lahko štirje voli preorjejo v enem dnevu in eni noči, vendar je ona uporabila vole iz dežele velikanov, poleg tega pa je zemljo izruvala in jo odvlekla v morje, kjer je postala otok Zealand. V Prozni Eddi piše, da »zalivi v jezeru ustrezajo rtom na Zelandiji«; ker ta opis veliko bolj drži za Vänern, se je mit verjetno prvotno nanašal na Vänerna, ne na Mälarena.
Bitka na ledu jezera Vänern je bila bitka iz 6. stoletja, zapisana v nordijskih sagah in omenjena v staroangleškem epu Beowulf. V Beowulfu je navedeno, da je Vänern blizu lokacije zmajevega nasipa v Earnanessu.

## Geografija
Jezero Vänern ima površino 5655 km2, kar je približno dvakrat več od površine Luksemburga. Je na 44 m nadmorske višine in je v povprečju globoko 27 m. Največja globina jezera je 106 m. Gladino jezera uravnava hidroelektrarna Vargön.
Geografsko leži na meji med švedskima pokrajinama Gotlandija in Svealand, razdeljena med več švedskih regij: zahodni del je znan kot Dalbosjön, njegov glavni del pripada Dalslandu; vzhodni del je znan kot Värmlandsjön, njegov severni del pripada Värmlandu, južni pa Västergötlandu.
Njegov glavni pritok je Klarälven, ki se izliva v jezero blizu mesta Karlstad na severni obali. Drugi pritoki so Gullspångsälven, Byälven in Norsälven. Proti jugozahodu ga odvaja Göta älv, ki je del vodne poti Göta Canal, do jezera Viken v jezero Vättern, jugovzhodno čez Švedsko.
Gospodarske priložnosti, ki jih ponuja Vänern, ponazarjajo okoliška mesta, ki so se stoletja preživljala z ribolovom in omogočala enostaven prevoz v druga mesta ali zahodno od Göta älv do morja Kattegat. To neposredno vključuje: Karlstad (ustanovljen leta 1584), Kristinehamn (1642), Mariestad (1583), Lidköping (1446), Vänersborg (1644), Åmål (1643), Säffle (1951) in posredno Trollhättan (1916).
Otočje Djurö obdaja otok Djurö, ki je sredi jezera, in je dobilo status narodnega parka.
Greben (planotasta gora) Kinnekulle je priljubljena turistična znamenitost v bližini jugovzhodne obale Vänerna. Ponuja najboljši razgled na jezero (približno 270 metrov nad gladino jezera). Druga bližnja gora je Halleberg.

## Okolje
Študije okoljskega spremljanja se izvajajo vsako leto. V poročilu iz leta 2002 podatki niso pokazali opaznega zmanjšanja splošne kakovosti vode, temveč rahlo zmanjšanje vidljivosti zaradi povečanja alg. Naraščajoča raven dušika je bila problematična med 1970-imi in 1990-imi, vendar se zdaj ureja in je na stabilni ravni.
Nekateri zalivi imajo tudi težave z evtrofikacijo in so zaraščeni z algami in rastlinskim planktonom.

## Ribe
V jezeru Vänern živi veliko različnih vrst rib. Domačini in vladni uradniki poskušajo uveljaviti projekte za ohranitev ribištva zaradi groženj ribjemu habitatu. Te grožnje vključujejo onesnaževanje vode v pritokih, onesnaževanje in sindrom M74 (motnja razmnoževanja lososov (Salmo salar), ki se prehranjujejo v Baltskem morju). Športni ribolov v Vänernu je prost in nereguliran, tako z obale kot iz čolnov (z nekaterimi omejitvami, npr. največ trije lososi ali postrvi na osebo na dan). Za komercialni ribolov je potrebno dovoljenje.
V odprtih vodah jezera je najpogostejša riba evropski snetec (Osmerus eperlanus), ki prevladuje v vzhodnem Dalbosjönu, kjer je povprečje 2600 snetcev na hektar. Druga najpogostejša je mala ozimica (Coregonus albula), ki je prav tako najbolj izrazita v Dalbosjönu, z 200–300 ribami na hektar. Populacije se lahko med leti zelo razlikujejo, odvisno od temperature, gladine vode in kakovosti.
Najpomembnejši veliki ribi v jezeru sta potočna postrv (Salmo trutta) in smuč (Sander lucioperca). Najpomembnejša majhna riba je zeti (Gasterosteidae).
V jezeru Vänern živi pet različnih vrst belih rib:
- Coregonus pallasii (pogosta tudi v Nevi, Finskem zalivu in Baltskem morju)
- Coregonus megalops
- Coregonus maxillaris (populacija znana predvsem po Švedski)[9]
- Coregonus nilssoni
- Coregonus widegreni, tudi Valaamska bela riba

## Ptice
Najpogostejše ptice v bližini jezera Vänern so čigre in galebi.
Veliki kormorani so se vrnili in uspevajo. To je prispevalo k povečanju populacije belorepcev, ki se hranijo s kormorani.